# BEST 11
BEST 11은 대한민국의 가수 민해경의 1988년 발매한 세 번째 베스트앨범이다. 강인원이 프로듀서로 참여한 앨범이며, 활동곡은 그대 모습은 장미이다.

## 앨범의 특징
신곡 그대 모습은 장미, 그대 떠난 하루가 수록되어 있다.

## 트랙 리스트
| #   | 제목                          | 작사           | 작곡   | 편곡 | 재생 시간 |
| --- | ----------------------------- | -------------- | ------ | ---- | --------- |
| 1.  | 〈그대 모습은 장미〉          | 강인원, 박건호 | 강인원 | 3:20 |           |
| 2.  | 〈변명 (사랑은 눈물이 되고)〉 | 박건호         | 김재일 | 3:35 |           |
| 3.  | 〈어느 소녀의 사랑이야기〉    | 박건호         | 이범희 | 3:30 |           |
| 4.  | 〈내 마음 당신 곁으로〉       | 김기표         | 김기표 | 3:50 |           |
| 5.  | 〈사랑은 세상의 반〉          | 강인원         | 강인원 | 3:50 |           |
| 6.  | 〈사랑할 때와 혼자일 때〉     | 이세건         | 이세건 | 3:50 |           |
| 7.  | 〈그대 떠난 하루〉            | 강인원         | 강인원 | 3:30 |           |
| 8.  | 〈성숙〉                      | 김미선         | 강인원 | 4:22 |           |
| 9.  | 〈누구의 노래일까〉           | 박건호         | 이범희 | 3:35 |           |
| 10. | 〈사랑은 이제 그만〉          | 이세건         | 이세건 | 3:50 |           |
| 11. | 〈그 언제 오려나〉            | 박건호         | 이범희 | 3:30 |           |

## 같이 보기
- 민해경 디스코그래피